# جوآن آ. استیتز
جوآن ایلین استیتز (انگلیسی: Joan A. Steitz؛ زادهٔ ۲۶ ژانویهٔ ۱۹۴۱) استاد ممتاز بیوفیزیک مولکولی و بیوشیمی در دانشگاه ییل و پژوهشگر مؤسسه پزشکی هاوارد هیوز است. او به خاطر اکتشافاتش در زمینه RNA شناخته می‌شود، از جمله بینش‌های انقلابی دربارهٔ نحوه تعامل ریبوزوم‌ها با RNA پیام‌رسان از طریق جفت شدن بازهای مکمل و اینکه اینترون‌ها توسط پروتئین‌های ریبونوکلئیک هسته‌ای کوچک (snRNPs) در یوکاریوت‌ها پردازش می‌شوند. در سپتامبر ۲۰۱۸، استیتز جایزه لسکر-کوشلند را برای دستاورد ویژه در علوم پزشکی دریافت کرد. این جایزه که اغلب به عنوان «نوبل آمریکایی» شناخته می‌شود، تاکنون به ۸۷ برنده‌ای اعطا شده که بعدها موفق به دریافت جایزه نوبل شده‌اند. وی همچنین برندهٔ جوایزی همچون نشان ملی علوم، جایزه آکادمی ملی علوم در زیست‌شناسی مولکولی، جایزه پرل مایستر گرینگارد، جایزه ولف در پزشکی، پروفسور استرلینگ، جایزه گاردینر، جایزه مرکز پزشکی آلبانی، و دکترای افتخاری از دانشگاه بریتیش کلمبیا شده است.

## دوران کودکی و تحصیلات
استیتز در مینیاپولیس، مینه‌سوتا متولد شد. او در دهه‌های ۱۹۵۰ و ۱۹۶۰ در مینه‌سوتا بزرگ شد و در مدرسه دخترانه نورثروپ کالجییت تحصیل کرد. در سال ۱۹۶۳، او مدرک کارشناسی خود را در رشته شیمی از کالج آنتیوک در اوهایو دریافت کرد، جایی که برای اولین بار در آزمایشگاه الکس ریچ در مؤسسه فناوری ماساچوست به عنوان کارآموز کو-اپ، به زیست‌شناسی مولکولی علاقه‌مند شد.
پس از اتمام دوره کارشناسی، استیتز به جای درخواست برای دوره تحصیلات تکمیلی، برای مدرسه پزشکی اقدام کرد، زیرا با وجود آشنایی با زنان پزشک، الگوی زنی در حوزه علمی نمی‌شناخت. او در مدرسه پزشکی هاروارد پذیرفته شد، اما پس از یک تابستان هیجان‌انگیز به عنوان پژوهشگر آزمایشگاهی در دانشگاه مینه‌سوتا زیر نظر جوزف گال، از این پذیرش صرف‌نظر کرد و به جای آن برای برنامه جدید هاروارد در بیوشیمی و زیست‌شناسی مولکولی اقدام نمود. او به عنوان اولین دانشجوی زن به آزمایشگاه جیمز واتسون، برنده جایزه نوبل پیوست و کار خود را روی RNA باکتریوفاژ آغاز کرد.

## حرفه علمی
استیتز پسادکترای خود را در آزمایشگاه زیست‌شناسی مولکولی شورای تحقیقات پزشکی (MRC) در دانشگاه کمبریج (انگلیس) زیر نظر فرانسیس کریک، سیدنی برنر و مارک برتشر گذراند. در سال ۱۹۶۹، او مقاله مهمی در نشریه نیچر منتشر کرد که توالی نوکلئوتیدی نقاط اتصال ریبوزوم به mRNA را نشان می‌داد. در سال ۱۹۷۰ به هیئت علمی ییل پیوست و در سال ۱۹۷۵ کشف کرد که ریبوزوم‌ها از جفت شدن بازهای مکمل برای شناسایی محل شروع ترجمه روی mRNA استفاده می‌کنند.
در سال ۱۹۸۰، استیتز به همراه مایکل لرنر با استفاده از آنتی‌بادیهای خودایمنی بیماران، snRNPها (اسنورپ‌ها) را جداسازی و نقش آنها را در پردازش اینترون‌ها شناسایی کرد. این کشف که در مقاله‌ای مهم منتشر شد، زمینه را برای شناسایی انواع RNAهای کوچک تنظیم‌کننده فرآیندهای زیستی هموار ساخت. سوزان برجت این دستاورد را «پیشرفتی به اندازه سال‌های نوری» توصیف کرد که منجر به کشف بسیاری از RNAهای کوچک مؤثر در مراحل مختلف سنتز RNA شد.
تحقیقات استیتز ممکن است بینش جدیدی در مورد تشخیص و درمان اختلالات خودایمنی مانند لوپوس، که زمانی ایجاد می‌شود که بیماران آنتی‌بادی‌های ضد هسته‌ای علیه DNA, snRNPs یا ریبوزوم‌های خود بسازند، به دست دهد. استیتز در مقام‌های حرفه‌ای متعددی از جمله مدیر علمی صندوق یادبود کودکان جین کوفین برای تحقیقات پزشکی (۱۹۹۱–۲۰۰۲) و به عنوان عضو هیئت تحریریه نشریه ژن‌ها و رشد خدمت کرده است.